# Liste des anciennes communes des Pyrénées-Orientales
Cette page a pour objectif de retracer toutes les modifications communales dans le département des Pyrénées-Orientales : les anciennes communes qui ont existé depuis la Révolution française, ainsi que les créations, les modifications officielles de nom, ainsi que les échanges de territoires entre communes.
Le tissu communal montre deux visages dans ce département : les petites communes de montagne, frappées par l'exode rural, ont très tôt fait le choix de se rassembler (dès les années 1820), tandis que la partie littorale et la plaine du Roussillon ont plutôt vu l'apparition de nouvelles communes.
De 249 communes en 1800, le nombre était déjà tombé à 225 en 1840, un nombre inférieur à celui d'aujourd'hui. La loi Marcellin dans les années 1970, incitant aux regroupements n'a eu qu'un succès mitigé, la plupart des expériences ayant finalement abouti à des retours en arrière, depuis. De même, le statut de commune nouvelle de 2010 n'a trouvé aucun écho dans ce département. Aujourd'hui le département compte 226 communes (au 1er janvier 2025).

## Fusions
| Nom de la nouvelle commune          | Communes réunies                         | Régime                                                | Date (et nature) de la décision | Date d'effet                   |
| ----------------------------------- | ---------------------------------------- | ----------------------------------------------------- | ------------------------------- | ------------------------------ |
| Ayguatébia-Talau                    | Ayguatébia                               | fusion simple                                         | 22 décembre 1982 (Arrêté)       | 1er janvier 1983               |
| Ayguatébia-Talau                    | Talau                                    | fusion simple                                         | 22 décembre 1982 (Arrêté)       | 1er janvier 1983               |
| Saillagouse-Llo                     | Saillagouse (commune rétablie en 1984)   | fusion association (dissoute en 1984)                 | 8 octobre 1974 (Arrêté)         | 8 octobre 1974                 |
| Saillagouse-Llo                     | Llo (commune rétablie en 1984)           | fusion association (dissoute en 1984)                 | 8 octobre 1974 (Arrêté)         | 8 octobre 1974                 |
| Bourg-Madame                        | Bourg-Madame                             | fusion simple                                         | 2 mai 1973 (Arrêté)             | 1er juin 1973                  |
| Bourg-Madame                        | Caldégas                                 | fusion simple                                         | 2 mai 1973 (Arrêté)             | 1er juin 1973                  |
| Ria-Sirach-Urbanya                  | Ria (commune rétablie en 1983)           | fusion association (dissoute en 1983)                 | 26 février 1973 (Arrêté)        | 1er mars 1973                  |
| Ria-Sirach-Urbanya                  | Urbanya (commune rétablie en 1983)       | fusion association (dissoute en 1983)                 | 26 février 1973 (Arrêté)        | 1er mars 1973                  |
| Passa-Llauro-Tordères               | Passa (commune rétablie en 1989)         | fusion association (dissoute en 1989)                 | 21 février 1973 (Arrêté)        | 1er mars 1973                  |
| Passa-Llauro-Tordères               | Llauro (commune rétablie en 1989)        | fusion association (dissoute en 1989)                 | 21 février 1973 (Arrêté)        | 1er mars 1973                  |
| Passa-Llauro-Tordères               | Tordères (commune rétablie en 1989)      | fusion association (dissoute en 1989)                 | 21 février 1973 (Arrêté)        | 1er mars 1973                  |
| Angoustrine-Villeneuve-des-Escaldes | Angoustrine                              | fusion association (fusion simple depuis le 1-3-1983) | 19 février 1973 (Arrêté)        | 1er mars 1973                  |
| Angoustrine-Villeneuve-des-Escaldes | Villeneuve-des-Escaldes                  | fusion association (fusion simple depuis le 1-3-1983) | 19 février 1973 (Arrêté)        | 1er mars 1973                  |
| Maureillas-las-Illas                | Maureillas                               | fusion simple                                         | 20 juin 1972 (Arrêté)           | 20 juin 1972                   |
| Maureillas-las-Illas                | Las Illas                                | fusion simple                                         | 20 juin 1972 (Arrêté)           | 20 juin 1972                   |
| Maureillas-las-Illas                | Riunogues                                | fusion simple                                         | 20 juin 1972 (Arrêté)           | 20 juin 1972                   |
| Osséja                              | Osséja                                   | fusion association (dissoute en 1985)                 | 24 avril 1972 (Arrêté)          | 24 avril 1972                  |
| Osséja                              | Valcebollère (commune rétablie en 1985)  | fusion association (dissoute en 1985)                 | 24 avril 1972 (Arrêté)          | 24 avril 1972                  |
| Canet-en-Roussillon-Saint-Nazaire   | Canet (commune rétablie en 1983)         | fusion association (dissoute en 1983)                 | 20 décembre 1971 (Arrêté)       | 1er janvier 1972               |
| Canet-en-Roussillon-Saint-Nazaire   | Saint-Nazaire (commune rétablie en 1983) | fusion association (dissoute en 1983)                 | 20 décembre 1971 (Arrêté)       | 1er janvier 1972               |
| Opoul-Périllos                      | Opoul                                    | fusion simple                                         | 19 novembre 1971 (Arrêté)       | 1er janvier 1972               |
| Opoul-Périllos                      | Périllos                                 | fusion simple                                         | 19 novembre 1971 (Arrêté)       | 1er janvier 1972               |
| Amélie-les-Bains-Palalda            | Amélie-les-Bains-Palalda                 | fusion                                                | 17 novembre 1962 (Arrêté)       | 1er janvier 1963               |
| Amélie-les-Bains-Palalda            | Montalba-d'Amélie                        | fusion                                                | 17 novembre 1962 (Arrêté)       | 1er janvier 1963               |
| Amélie-les-Bains-Palalda            | Amélie-les-Bains                         | fusion                                                | 1er janvier 1942 (Arrêté)       | 1er janvier 1942 (Arrêté)      |
| Amélie-les-Bains-Palalda            | Palalda                                  | fusion                                                | 1er janvier 1942 (Arrêté)       | 1er janvier 1942 (Arrêté)      |
| Le Perthus                          | L'Écluse                                 | fusion (annulée en 1837)                              | 14 décembre 1836 (Ordonnance)   | 14 décembre 1836 (Ordonnance)  |
| Le Perthus                          | L'Albère                                 | fusion (annulée en 1837)                              | 14 décembre 1836 (Ordonnance)   | 14 décembre 1836 (Ordonnance)  |
| Eus                                 | Eus                                      | fusion                                                | 13 mars 1828 (Ordonnance),      | 13 mars 1828 (Ordonnance),     |
| Eus                                 | Comes                                    | fusion                                                | 13 mars 1828 (Ordonnance),      | 13 mars 1828 (Ordonnance),     |
| Olette                              | Olette                                   | fusion                                                | 1827                            | 1827                           |
| Olette                              | Évol                                     | fusion                                                | 1827                            | 1827                           |
| Céret                               | Céret                                    | fusion                                                | 3 juillet 1823 (Ordonnance),    | 3 juillet 1823 (Ordonnance),   |
| Céret                               | Palol                                    | fusion                                                | 3 juillet 1823 (Ordonnance),    | 3 juillet 1823 (Ordonnance),   |
| Maureillas                          | Maureillas                               | fusion                                                | 2 avril 1823 (Ordonnance),      | 2 avril 1823 (Ordonnance),     |
| Maureillas                          | Saint-Martin-de-Fenollar                 | fusion                                                | 2 avril 1823 (Ordonnance),      | 2 avril 1823 (Ordonnance),     |
| Arles-sur-Tech                      | Arles-sur-Tech                           | fusion                                                | 10 mars 1823 (Ordonnance),      | 10 mars 1823 (Ordonnance),     |
| Arles-sur-Tech                      | Fontanils                                | fusion                                                | 10 mars 1823 (Ordonnance),      | 10 mars 1823 (Ordonnance),     |
| Las Illas                           | Las Illas                                | fusion                                                | 20 février 1823 (Ordonnance),   | 20 février 1823 (Ordonnance),  |
| Las Illas                           | La Selva                                 | fusion                                                | 20 février 1823 (Ordonnance),   | 20 février 1823 (Ordonnance),  |
| Sorède                              | Sorède                                   | fusion                                                | 18 décembre 1822 (Ordonnance),  | 18 décembre 1822 (Ordonnance), |
| Sorède                              | Lavaill                                  | fusion                                                | 18 décembre 1822 (Ordonnance),  | 18 décembre 1822 (Ordonnance), |
| Odeillo                             | Odeillo                                  | fusion                                                | 10 juillet 1822 (Ordonnance),   | 10 juillet 1822 (Ordonnance),  |
| Odeillo                             | Via                                      | fusion                                                | 10 juillet 1822 (Ordonnance),   | 10 juillet 1822 (Ordonnance),  |
| Fontpédrouse                        | Fontpédrouse                             | fusion                                                | 26 juin 1822 (Ordonnance),      | 26 juin 1822 (Ordonnance),     |
| Fontpédrouse                        | Prats-Saint-Thomas                       | fusion                                                | 26 juin 1822 (Ordonnance),      | 26 juin 1822 (Ordonnance),     |
| Boule-d'Amont                       | Boule-d'Amont                            | fusion                                                | 15 mai 1822 (Ordonnance),       | 15 mai 1822 (Ordonnance),      |
| Boule-d'Amont                       | Serrabonne                               | fusion                                                | 15 mai 1822 (Ordonnance),       | 15 mai 1822 (Ordonnance),      |
| Souanyas                            | Souanyas                                 | fusion                                                | 1er mai 1822 (Ordonnance),      | 1er mai 1822 (Ordonnance),     |
| Souanyas                            | Marians                                  | fusion                                                | 1er mai 1822 (Ordonnance),      | 1er mai 1822 (Ordonnance),     |
| La Llagonne                         | La Llagonne                              | fusion                                                | 17 avril 1822 (Ordonnance),     | 17 avril 1822 (Ordonnance),    |
| La Llagonne                         | Cortals                                  | fusion                                                | 17 avril 1822 (Ordonnance),     | 17 avril 1822 (Ordonnance),    |
| Escaro                              | Escaro                                   | fusion                                                | 20 mars 1822 (Ordonnance),      | 20 mars 1822 (Ordonnance),     |
| Escaro                              | Aytua                                    | fusion                                                | 20 mars 1822 (Ordonnance),      | 20 mars 1822 (Ordonnance),     |
| Sahorre                             | Sahorre                                  | fusion                                                | 20 mars 1822 (Ordonnance),      | 20 mars 1822 (Ordonnance),     |
| Sahorre                             | Touren                                   | fusion                                                | 20 mars 1822 (Ordonnance),      | 20 mars 1822 (Ordonnance),     |
| Serdinya                            | Serdinya                                 | fusion                                                | 20 mars 1822 (Ordonnance),      | 20 mars 1822 (Ordonnance),     |
| Serdinya                            | Les Horts                                | fusion                                                | 20 mars 1822 (Ordonnance),      | 20 mars 1822 (Ordonnance),     |
| Estavar                             | Estavar                                  | fusion                                                | 13 mars 1822 (Ordonnance),      | 13 mars 1822 (Ordonnance),     |
| Estavar                             | Bajande                                  | fusion                                                | 13 mars 1822 (Ordonnance),      | 13 mars 1822 (Ordonnance),     |
| Nyer                                | Nyer                                     | fusion                                                | 13 mars 1822 (Ordonnance),      | 13 mars 1822 (Ordonnance),     |
| Nyer                                | En                                       | fusion                                                | 13 mars 1822 (Ordonnance),      | 13 mars 1822 (Ordonnance),     |
| Saillagouse                         | Saillagouse                              | fusion                                                | 13 mars 1822 (Ordonnance),      | 13 mars 1822 (Ordonnance),     |
| Saillagouse                         | Ro                                       | fusion                                                | 13 mars 1822 (Ordonnance),      | 13 mars 1822 (Ordonnance),     |
| Saillagouse                         | Vedrinyans                               | fusion                                                | 13 mars 1822 (Ordonnance),      | 13 mars 1822 (Ordonnance),     |
| Thuès-Entre-Valls                   | Thuès-Entre-Valls                        | fusion                                                | 13 mars 1822 (Ordonnance),      | 13 mars 1822 (Ordonnance),     |
| Thuès-Entre-Valls                   | Thuès-de-Llar                            | fusion                                                | 13 mars 1822 (Ordonnance),      | 13 mars 1822 (Ordonnance),     |
| Ria                                 | Ria                                      | fusion                                                | 3 mars 1822 (Ordonnance),       | 3 mars 1822 (Ordonnance),      |
| Ria                                 | Sirach                                   | fusion                                                | 3 mars 1822 (Ordonnance),       | 3 mars 1822 (Ordonnance),      |
| Arboussols                          | Arboussols                               | fusion                                                | 30 janvier 1822 (Ordonnance),   | 30 janvier 1822 (Ordonnance),  |
| Arboussols                          | Marcevol                                 | fusion                                                | 30 janvier 1822 (Ordonnance),   | 30 janvier 1822 (Ordonnance),  |
| Clara                               | Clara                                    | fusion                                                | 30 janvier 1822 (Ordonnance),   | 30 janvier 1822 (Ordonnance),  |
| Clara                               | Villerach                                | fusion                                                | 30 janvier 1822 (Ordonnance),   | 30 janvier 1822 (Ordonnance),  |
| Canaveilles                         | Canaveilles                              | fusion                                                | 1821                            | 1821                           |
| Canaveilles                         | Llar                                     | fusion                                                | 1821                            | 1821                           |
| Villelongue-dels-Monts              | Villelongue-dels-Monts                   | fusion                                                | 1803                            | 1803                           |
| Villelongue-dels-Monts              | Levilar                                  | fusion                                                | 1803                            | 1803                           |
| La Cabanasse                        | La Cabanasse                             | fusion                                                | 1795-1800                       | 1795-1800                      |
| La Cabanasse                        | La Perche                                | fusion                                                | 1795-1800                       | 1795-1800                      |
| Alénya                              | Alénya                                   | fusion                                                | 1790-1794                       | 1790-1794                      |
| Alénya                              | Boiça                                    | fusion                                                | 1790-1794                       | 1790-1794                      |
| Argelès                             | Argelès                                  | fusion                                                | 1790-1794                       | 1790-1794                      |
| Argelès                             | La Pave                                  | fusion                                                | 1790-1794                       | 1790-1794                      |
| Argelès                             | Taxo-d'Avall                             | fusion                                                | 1790-1794                       | 1790-1794                      |
| Cabestany                           | Cabestany                                | fusion                                                | 1790-1794                       | 1790-1794                      |
| Cabestany                           | Salelles (commune rétablie en 1923)      | fusion                                                | 1790-1794                       | 1790-1794                      |
| Collioure                           | Collioure                                | fusion                                                | 1790-1794                       | 1790-1794                      |
| Collioure                           | Fort-Saint-Elme                          | fusion                                                | 1790-1794                       | 1790-1794                      |
| Coustouges                          | Coustouges                               | fusion                                                | 1790-1794                       | 1790-1794                      |
| Coustouges                          | Villeroge                                | fusion                                                | 1790-1794                       | 1790-1794                      |
| L'Écluse                            | L'Écluse                                 | fusion                                                | 1790-1794                       | 1790-1794                      |
| L'Écluse                            | Bessegarde                               | fusion                                                | 1790-1794                       | 1790-1794                      |
| Jujols                              | Jujols                                   | fusion                                                | 1790-1794                       | 1790-1794                      |
| Jujols                              | Flassa                                   | fusion                                                | 1790-1794                       | 1790-1794                      |
| Llo                                 | Llo                                      | fusion                                                | 1790-1794                       | 1790-1794                      |
| Llo                                 | Rohet                                    | fusion                                                | 1790-1794                       | 1790-1794                      |
| Perpignan                           | Perpignan                                | fusion                                                | 1790-1794                       | 1790-1794                      |
| Perpignan                           | Château-Roussillon                       | fusion                                                | 1790-1794                       | 1790-1794                      |
| Ponteilla                           | Ponteilla                                | fusion                                                | 1790-1794                       | 1790-1794                      |
| Ponteilla                           | Nyls                                     | fusion                                                | 1790-1794                       | 1790-1794                      |
| Prats-Saint-Thomas                  | Prats                                    | fusion                                                | 1790-1794                       | 1790-1794                      |
| Prats-Saint-Thomas                  | Saint-Thomas                             | fusion                                                | 1790-1794                       | 1790-1794                      |
| Prunet-et-Belpuig                   | Prunet                                   | fusion                                                | 1790-1794                       | 1790-1794                      |
| Prunet-et-Belpuig                   | Belpuig                                  | fusion                                                | 1790-1794                       | 1790-1794                      |
| Saint-André                         | Saint-André                              | fusion                                                | 1790-1794                       | 1790-1794                      |
| Saint-André                         | Taxo-d'Amont                             | fusion                                                | 1790-1794                       | 1790-1794                      |
| Saint-Génis                         | Saint-Génis                              | fusion                                                | 1790-1794                       | 1790-1794                      |
| Saint-Génis                         | Cabanes                                  | fusion                                                | 1790-1794                       | 1790-1794                      |
| Salses                              | Salses                                   | fusion                                                | 1790-1794                       | 1790-1794                      |
| Salses                              | Garrieux                                 | fusion                                                | 1790-1794                       | 1790-1794                      |
| Sauto                               | Sauto                                    | fusion                                                | 1790-1794                       | 1790-1794                      |
| Sauto                               | Fetges                                   | fusion                                                | 1790-1794                       | 1790-1794                      |
| Tresserre                           | Tresserre                                | fusion                                                | 1790-1794                       | 1790-1794                      |
| Tresserre                           | Nidolère                                 | fusion                                                | 1790-1794                       | 1790-1794                      |
| Villefranche                        | Villefranche                             | fusion                                                | 1790-1794                       | 1790-1794                      |
| Villefranche                        | Belloc                                   | fusion                                                | 1790-1794                       | 1790-1794                      |
| Vinça                               | Vinça                                    | fusion                                                | 1790-1794                       | 1790-1794                      |
| Vinça                               | Sahorle                                  | fusion                                                | 1790-1794                       | 1790-1794                      |

## Créations et rétablissements
| Nom de la commune créée | Commune affectée                                      | Mode de création                             | Date (et nature) de la décision | Date d'effet                  |
| ----------------------- | ----------------------------------------------------- | -------------------------------------------- | ------------------------------- | ----------------------------- |
| Llauro                  | Passa-Llauro-Tordères (commune supprimée)             | Démembrement et suppression (rétablissement) | 26 septembre 1989 (Arrêté)      | 30 septembre 1989             |
| Passa                   | Passa-Llauro-Tordères (commune supprimée)             | Démembrement et suppression (rétablissement) | 26 septembre 1989 (Arrêté)      | 30 septembre 1989             |
| Tordères                | Passa-Llauro-Tordères (commune supprimée)             | Démembrement et suppression (rétablissement) | 26 septembre 1989 (Arrêté)      | 30 septembre 1989             |
| Valcebollère            | Osséja                                                | Démembrement (rétablissement)                | 10 décembre 1984 (Arrêté)       | 1er janvier 1985              |
| Llo                     | Saillagouse-Llo (commune supprimée)                   | Démembrement et suppression (rétablissement) | 14 mars 1984 (Arrêté)           | 28 mars 1984                  |
| Saillagouse             | Saillagouse-Llo (commune supprimée)                   | Démembrement et suppression (rétablissement) | 14 mars 1984 (Arrêté)           | 28 mars 1984                  |
| Canet-en-Roussillon     | Canet-en-Roussillon-Saint-Nazaire (commune supprimée) | Démembrement et suppression (rétablissement) | 9 novembre 1983 (Arrêté)        | 15 novembre 1983              |
| Saint-Nazaire           | Canet-en-Roussillon-Saint-Nazaire (commune supprimée) | Démembrement et suppression (rétablissement) | 9 novembre 1983 (Arrêté)        | 15 novembre 1983              |
| Ria-Sirach              | Ria-Sirach-Urbanya (commune supprimée)                | Démembrement et suppression (rétablissement) | 16 février 1983 (Arrêté)        | 21 février 1983               |
| Urbanya                 | Ria-Sirach-Urbanya (commune supprimée)                | Démembrement et suppression (rétablissement) | 16 février 1983 (Arrêté)        | 21 février 1983               |
| Le Barcarès             | Saint-Laurent-de-la-Salanque                          | Démembrement                                 | 22 mars 1929 (Loi)              | 22 mars 1929 (Loi)            |
| Saleilles               | Cabestany                                             | Démembrement                                 | 19 juillet 1923 (Loi)           | 19 juillet 1923 (Loi)         |
| Cerbère                 | Banyuls-sur-Mer                                       | Démembrement                                 | 22 juin 1888 (Loi)              | 22 juin 1888 (Loi)            |
| Le Tech                 | Prats-de-Mollo                                        | Démembrement                                 | 19 mars 1862 (Loi)              | 19 mars 1862 (Loi)            |
| Porté                   | Porta                                                 | Démembrement                                 | 22 août 1860 (Décret)           | 22 août 1860 (Décret)         |
| Corbère-les-Cabanes     | Corbère                                               | Démembrement                                 | 14 mai 1856 (Loi)               | 14 mai 1856 (Loi)             |
| Le Perthus              | L'Albère                                              | Démembrement                                 | 29 avril 1851 (Loi),            | 29 avril 1851 (Loi),          |
| Le Perthus              | L'Écluse                                              | Démembrement                                 | 29 avril 1851 (Loi),            | 29 avril 1851 (Loi),          |
| L'Écluse                | Le Perthus                                            | Démembrement et suppression (rétablissement) | 21 novembre 1837 (Ordonnance)   | 21 novembre 1837 (Ordonnance) |
| L'Albère                | Le Perthus                                            | Démembrement et suppression (rétablissement) | 21 novembre 1837 (Ordonnance)   | 21 novembre 1837 (Ordonnance) |
| Porta                   | Latour-de-Carol                                       | Démembrement                                 | 14 décembre 1836 (Ordonnance)   | 14 décembre 1836 (Ordonnance) |
| Valcebollère            | Osséja                                                | Démembrement                                 | 1832                            | 1832                          |
| Port-Vendres            | Banyuls-sur-Mer                                       | Démembrement                                 | 23 avril 1823 (Ordonnance),     | 23 avril 1823 (Ordonnance),   |
| Port-Vendres            | Collioure                                             | Démembrement                                 | 23 avril 1823 (Ordonnance),     | 23 avril 1823 (Ordonnance),   |

## Modifications de nom officiel
Beaucoup de noms de commune des Pyrénées-Orientales sont d'origine catalane ; ils ont pratiquement tous été francisés à un moment donné.
| Ancien nom      | Nouveau nom                      | Date (et nature) de la décision |
| --------------- | -------------------------------- | ------------------------------- |
| Targassonne     | Targasonne                       | 30 décembre 2021 (Décret)       |
| Felluns         | Feilluns                         | 26 février 2020 (Décret)        |
| Clara           | Clara-Villerach                  | 7 février 2017 (Décret)         |
| Sainte-Marie    | Sainte-Marie-la-Mer              | 7 février 2017 (Décret)         |
| Saint-Martin    | Saint-Martin-de-Fenouillet       | 3 décembre 2014 (Décret)        |
| Montesquieu     | Montesquieu-des-Albères          | 5 août 1992 (Décret)            |
| Sainte-Colombe  | Sainte-Colombe-de-la-Commanderie | 16 août 1989 (Décret)           |
| Salses          | Salses-le-Château                | 30 mai 1986 (Décret)            |
| L'Écluse        | Les Cluses                       | 13 novembre 1984 (Décret)       |
| Caudiès         | Caudiès-de-Conflent              | 29 décembre 1982 (Décret)       |
| Molitg          | Molitg-les-Bains                 | 25 novembre 1970 (Décret)       |
| Saint-Génis     | Saint-Génis-des-Fontaines        | 9 février 1968 (Décret)         |
| Odeillo-Via     | Font-Romeu-Odeillo-Via           | 2 janvier 1957 (Décret)         |
| Prats-de-Mollo  | Prats-de-Mollo-la-Preste         | 5 juin 1956 (Décret)            |
| Porté           | Porté-Puymorens                  | 15 juin 1954 (Décret)           |
| Ille            | Ille-sur-Têt                     | 7 mars 1953 (Décret)            |
| Laroque         | Laroque-des-Albères              | 7 mars 1953 (Décret)            |
| Saint-Paul      | Saint-Paul-de-Fenouillet         | 7 mars 1953 (Décret)            |
| Vernet          | Vernet-les-Bains                 | 7 mars 1953 (Décret)            |
| Palau           | Palau-de-Cerdagne                | 19 décembre 1936 (Décret)       |
| Corneilla       | Corneilla-de-Conflent            | 25 juin 1933 (Décret)           |
| Espira          | Espira-de-Conflent               | 25 juin 1933 (Décret)           |
| Montalba        | Montalba-d'Amélie                | 25 juin 1933 (Décret)           |
| Montalba        | Montalba-le-Château              | 25 juin 1933 (Décret)           |
| Pézilla         | Pézilla-de-Conflent              | 25 juin 1933 (Décret)           |
| Prats           | Prats-de-Sournia                 | 25 juin 1933 (Décret)           |
| Odeillo         | Odeillo-Via                      | 26 août 1900 (Décret)           |
| Caudiès         | Caudiès-de-Fenouillèdes          | 31 janvier 1898 (Décret)        |
| Villefranche    | Villefranche-de-Conflent         | 28 août 1893 (Décret)           |
| Argelès         | Argelès-sur-Mer                  | 7 avril 1840 (Ordonnance)       |
| Arles-les-Bains | Amélie-les-Bains                 | 7 avril 1840 (Ordonnance)       |
| Hix             | Bourg-Madame                     | 1815                            |

## Modifications de limites communales
Les modifications des limites communales décidées par arrêtés préfectoraux ne sont pas répertoriées dans le Journal officiel ni dans le Bulletin officiel.
| La commune de ...              | ... cède du territoire à la commune de ... | précisions | Date (et nature) de la décision |
| ------------------------------ | ------------------------------------------ | ---------- | ------------------------------- |
| Saint-Féliu-d'Avall            | Pézilla-la-Rivière                         |            | 6 août 1963 (Décret)            |
| Corneilla-la-Rivière           | Pézilla-la-Rivière                         |            | 6 août 1963 (Décret)            |
| Espira-de-l'Agly Cases-de-Pène | Cases-de-Pène Espira-de-l'Agly             |            | 14 août 1875 (Décret)           |

## Communes associées
Liste des communes ayant, ou ayant eu (en italique), à la suite d'une fusion, le statut de commune associée.
| Nom de la commune       | Code INSEE | Fusion-association                     | Fusion-association | Fusion-association | Fusion-association                       | D - Défusion ou F - transformation de l'association en fusion simple | D - Défusion ou F - transformation de l'association en fusion simple | D - Défusion ou F - transformation de l'association en fusion simple | D - Défusion ou F - transformation de l'association en fusion simple                                       |
| Nom de la commune       | Code INSEE | date de la décision                    | date d'effet       | commune absorbante | nom de la commune résultant de la fusion | D/F                                                                  | date de la décision                                                  | date d'effet                                                         | commentaire                                                                                                |
| ----------------------- | ---------- | -------------------------------------- | ------------------ | ------------------ | ---------------------------------------- | -------------------------------------------------------------------- | -------------------------------------------------------------------- | -------------------------------------------------------------------- | --- |
| Villeneuve-des-Escaldes | 66229      | Arrêté préfectoral du 19 février 1973  | 1er mars 1973      | Angoustrine        | Angoustrine-Villeneuve-des-Escaldes      | F                                                                    | Arrêté préfectoral du 7 février 1983                                 | 1er mars 1983                                                        | |
| Saint-Nazaire           | 66186      | Arrêté préfectoral du 20 décembre 1971 | 1er janvier 1972   | Canet              | Canet-en-Roussillon-Saint-Nazaire        | D                                                                    | Arrêté préfectoral du 9 novembre 1983                                | 15 novembre 1983                                                     | Canet-en-Roussillon-Saint-Nazaire prend le nom de Canet-en-Roussillon (et non Canet comme avant la fusion) |
| Valcebollère            | 66220      | Arrêté préfectoral du 24 avril 1972    | 24 avril 1972      | Osséja             | Osséja                                   | D                                                                    | Arrêté préfectoral du 10 décembre 1984                               | 1er janvier 1985                                                     | |
| Llauro                  | 66099      | Arrêté préfectoral du 21 février 1973  | 1er mars 1973      | Passa              | Passa-Llauro-Tordères                    | D                                                                    | Arrêté préfectoral du 26 septembre 1989                              | 30 septembre 1989                                                    | Passa-Llauro-Tordères reprend le nom de Passa                                                              |
| Tordères                | 66211      | Arrêté préfectoral du 21 février 1973  | 1er mars 1973      | Passa              | Passa-Llauro-Tordères                    | D                                                                    | Arrêté préfectoral du 26 septembre 1989                              | 30 septembre 1989                                                    | Passa-Llauro-Tordères reprend le nom de Passa                                                              |
| Llo                     | 66100      | Arrêté préfectoral du 8 octobre 1974   | 8 octobre 1974     | Saillagouse        | Saillagouse-Llo                          | D                                                                    | Arrêté préfectoral du 14 mars 1984                                   | 28 mars 1984                                                         | Saillagouse-Llo reprend le nom de Saillagouse                                                              |